# مجمع صناعي آق قلا (غرغان بوي)
مجمع صناعي آق قلا (بالفارسية: شهرک صنعتی آق‌قلا) هي قرية تقع في إيران في قسم غرغان بوي الريفي. يقدر عدد سكانها بـ 75 نسمة .